# Scambus foliae
Scambus foliae är en stekelart som först beskrevs av Joseph Augustine Cushman 1938.  Scambus foliae ingår i släktet Scambus och familjen brokparasitsteklar. Arten är reproducerande i Sverige. Inga underarter finns listade i Catalogue of Life.